# Dysdera liostetha
Dysdera liostetha là một loài nhện trong họ Dysderidae.
Loài này thuộc chi Dysdera. Dysdera liostetha được Eugène Simon miêu tả năm 1907.